# When Magoo Flew
When Magoo Flew es un cortometraje animado de 1954 dirigido por Pete Burness y producido por la UPA. La animación estuvo a cargo de Rudy Larriva, Tom McDonald y Cecil Surry. Ganó un premio Óscar en la categoría de mejor cortometraje animado.

## Trama
El cortometraje es protagonizado por Mr. Magoo, un anciano miope que va al cine a ver una película, pero que por equivocación llega al aeropuerto y sube a un avión que está a punto de despegar. Debido a sus problemas de visión el anciano no se da cuenta de la situación, y actúa como si encontrara en una sala de cine. Su compañero de asiento es un hombre de traje negro que lleva consigo un maletín, el cual es buscado por un policía que se encuentra en el avión. Cuando el hombre se va (tratando de esconderse del policía), Mr. Magoo toma su maletín e intenta encontrarlo, recorriendo el avión incluso por las alas del mismo. Finalmente encuentra al hombre y le devuelve el maletín, justo cuando se encontraba hablando con el policía. La historia termina con Mr. Magoo descendiendo del avión creyendo que vio una película, sin darse cuenta de lo que realmente hizo.